# Opvoerdruk
De opvoerdruk is het drukverschil dat optreedt bij pompen.
De opvoerdruk wordt nog dikwijls in meter waterkolom uitgedrukt en dan spreekt men van opvoerhoogte. (Vroeger was dit altijd het geval, waardoor opvoerdruk en opvoerhoogte dikwijls door elkaar gebruikt worden.)
De formules die in dit artikel gegeven worden, zijn nodig voor het berekenen van de druk die een pomp moet leveren.

## De geodetische opvoerhoogte
De geodetische opvoerhoogte Hge is de verticale afstand tussen het zuigreservoir en het persreservoir. De geodetische opvoerhoogte kan onderverdeeld worden in de geodetische zuighoogte Hz,ge en de geodetische pershoogte Hp,ge.
De geodetische zuighoogte is de verticale afstand tussen het zuigreservoir en het hart van de waaier van de pomp. De geodetische pershoogte is de verticale afstand tussen het hart van de waaier van de pomp en het persreservoir.

## De geodetische opvoerdruk
Als gevolg van de hydrostatische druk moet de pomp een druk leveren om het geodetische hoogteverschil te overbruggen. Deze druk wordt de geodetische opvoerdruk, pge, genoemd.

## De statische opvoerdruk
Als men met gesloten zuig- en persreservoirs werkt, dan is de druk op de vloeistof niet meer gelijk aan de atmosferische druk. Bijgevolg treedt er een onder- of overdruk op in het zuig- en persreservoir. De statische opvoerdruk is gelijk aan de som van de geodetische opvoerdruk en het drukverschil tussen pers- en zuigreservoir.
Men spreekt van "statische opvoerdruk" omdat het juist dát deel van het te overwinnen drukverschil betreft dat niet bestaat ten gevolge van de beweging van het fluïdum. Dit in tegenstelling tot wrijvingsverliezen en snelheidsverschillen waar het gaat om de verplaatsing/beweging van het fluïdum.
Als een van de reservoirs open is dan wordt pz of pp nul. Omdat er in een gesloten zuigreservoir meestal een onderdruk heerst, is pz positief bij een onderdruk in het reservoir. Bij het persreservoir geldt die regel net omgekeerd, als er een overdruk heerst in het persreservoir is pp positief.

## De manometrische opvoerdruk
De pomp moet naast de statische opvoerdruk ook een extra druk leveren. Die extra druk zorgt ervoor dat de vloeistof op een bepaalde snelheid wordt gebracht en dat stromingsverliezen in de leiding worden opgevangen. De totale druk wordt de manometrische druk genoemd, omdat die druk gemeten wordt met een manometer en een vacuümmeter.
De druk die ervoor zorgt dat de vloeistof sneller stroomt wordt de dynamische druk pd genoemd.
Men moet ook rekening houden met de weerstand die een stromende vloeistof ondervindt door onder andere leidingen, afsluiters en bochten. Die weerstand zorgt voor een drukverlies pw,l. pw,zl is het drukverlies in de zuigleiding. pw,pl is het drukverlies in de persleiding.
De manometrische opvoerdruk kan ook opgesplitst worden in:
- De manometrische zuigdruk pz,man
- De manometrische persdruk pp,man

De manometrische zuigdruk is de som van de statische zuigdruk, de dynamische druk en het drukverlies in de zuigleiding.
De manometrische persdruk is de som van de statische persdruk, de dynamische druk en het stromingsverlies in de persleiding.
Men spreekt ook soms van manometrische opvoerhoogte Hman. Men drukt Hman uit in m.vk (meter vloeistofkolom). Aangezien de opvoerdruk gelijk is aan {\displaystyle P=\rho \cdot g\cdot H} wordt de manometrische opvoerdruk: {\displaystyle P_{\mathrm {man} }=\rho \cdot g\cdot H_{\mathrm {man} }}